# Karl Silberschmidt
Karl Martin Silberschmidt (* 31. August 1903 in Aschaffenburg; † 2. April 1973 in São Paulo) war ein deutscher, seit 1935 in Brasilien tätiger Biologe und Pflanzenphysiologe.

## Leben

### Herkunft
Karl Silberschmidt, ein Sohn des jüdischen Oberlandesgerichtsrats und Universitätsprofessors Wilhelm Silberschmidt (1862–1939) und seiner Ehefrau Ida, geb. Silberschmidt (1870–1943).

### Werdegang
Er wuchs zusammen mit seinen Geschwistern Rosa (* 1892), Hans (* 1895) und Benno (1899–1988) in München auf und besuchte hier von 1916 bis 1922 (Abitur) das Münchner Maximiliansgymnasium. Er studierte Naturwissenschaften mit dem Schwerpunkt Biologie (Botanik) an den Universitäten in München und Berlin. 1927 wurde er „magna cum laude“ über das Pflanzenwachstum promoviert. Anschließend erhielt er Forschungsaufträge im Bereich der Pflanzenphysiologie und der Forstwissenschaft an den Universitäten München und Wien. Zum Thema der Pflanzenimmunität hielt er 1935 einen Vortrag auf dem 6. Internationalen Botanischen Kongress in Amsterdam und stand in wissenschaftlichem Austausch mit dem niederländischen Phythopathologen Hendrik Marius Quanjer (1879–1961). In der Folge nahm er eine Einladung des Generaldirektors des „Instituto Biológico“ in São Paulo, Henrique da Rocha Lima, eine neu geschaffene Abteilung zur Pflanzenphysiologie zu leiten, an und übersiedelte noch 1935 nach Brasilien.
Silberschmidt gab Kurse für Studenten in Brasilien und hielt Vorträge in vielen anderen Ländern, unter anderem auch in Tübingen. Er war Mitglied der „Academia Brasileira“, der „Washington Academy of Sciences“, der „Sociedade Brasileira para o Progresso da Sciencia“, der „American Association for the Advancement of Science“, der „American Phytological Society“, des „Torrey Botanical Club“, der „Potato Association of America“, der „Sociedade Latino-Americana de Fitotecnia“, der „European Association for Potato Research“, der „Sociedate Botanica do Brasil“, der „Sociedate Brasileira de Fitopatologia“, der „Sociedate de Biologia do Brasil“ und der „Associacão Brasileira de Tecnologia de Sementes“.

### Familie
Gemeinsam mit seinem älteren Bruder Benno Daniel, ein promovierter Jurist, war er nach Brasilien emigriert. Im Gegensatz zu seinem Bruder Benno, welcher 1954 nach München zurückkehrte, siedelte Karl nicht mehr zurück nach Deutschland.

## Schriften (Auswahl)
Karl Silberschmidt verfasste zahlreiche wissenschaftliche Aufsätze zu Thermowachstum, Virologie und Immunität der Pflanzen, zum Nachweis von Antikörpern in Pflanzen und vieles mehr, in deutscher Sprache unter anderem in „Planta. Zeitschrift für wissenschaftliche Biologie“, 1926 bis 1934 herausgegeben von Wilhelm Ruhland und Hans Winkler, nach 1935 vor allem in portugiesischer und englischer Sprache in brasilianischen und amerikanischen Fachzeitschriften.
- Untersuchungen über die Abhängigkeit des pflanzlichen Wachstumsverlaufs und der erreichten Endlänge von konstanten Temperaturgraden. Von der Hohen Philosophischen Fakultät II. Sektion der Ludwig-Maximilian-Universität in München gekrönte Preisschrift von Studienassessor Karl Silberschmidt. Mit 3 Tafeln und 20 Textabbildungen. Naturwissenschaftliche Dissertation. München 1928.
- Methoden der Virusforschung (mit H. da Rocha-Lima und José Reis), in: [Emil] Adderhaldens Handbuch der biologischen Arbeitsmethoden. Urban & Schwarzenberg, Berlin [u. a.] 1939.